# متروی خارکیف
متروی خارکیف (اوکراینی: Харківське метро or Харківський метрополітен) سیستم قطار شهری زیرزمینی در شهر خارکیف، اوکراین است.
این مترو که در سال ۱۹۷۵ تأسیس شده، دارای ۳ خط، ۳۰ ایستگاه و ۳۸٫۱ کیلومتر طول می‌باشد.

## نقشه

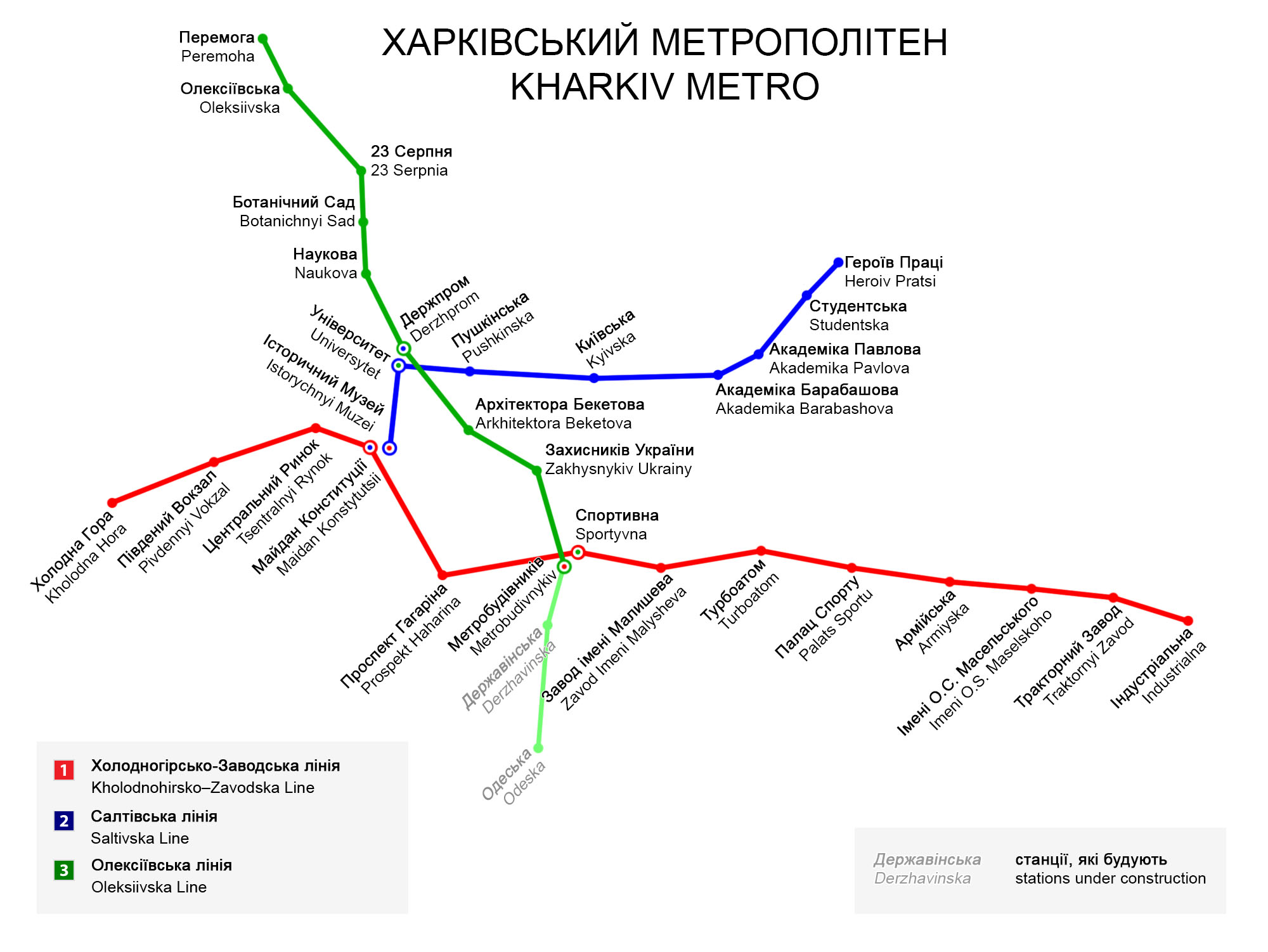
نقشه متروی خارکیف

## نگارخانه

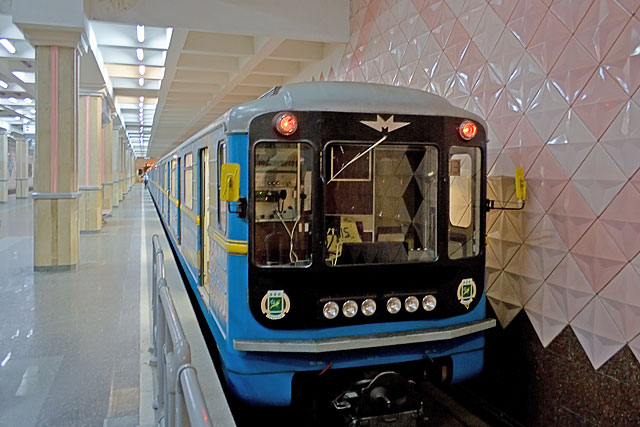

- پرونده:۷۰۳۷ на ст.м. "Київська".jpg